# کالا پهار
کالا پهار (به لاتین: Kala Pahar) یک کوه در بنگلادش است که در Kulaura,Moulvibazar,Sylhet division. واقع شده‌است. کالا پهار ۳۳۴٫۶۷ متر بالاتر از سطح دریا واقع شده‌است.